# 春蝶
春蝶（しゅんちょう、生没年不詳）は、江戸時代の大坂の浮世絵師。

## 来歴
春好斎北洲の門人。大坂の人で春蝶と号す。作画期は文化12年（1815年）から天保の頃にかけてで、主に役者絵を残す。作には錦絵の他に合羽摺もある。

## 作品
- 「勇助・七世片岡仁左衛門 おそで・三世中村歌右衛門」 大判錦絵2枚続 ※文化13年3月、大坂角の芝居『三月開嬉心船橋』より
- 「唐犬重兵衛・初世市川鰕十郎」 大判錦絵3枚続の内 池田文庫所蔵　※文化13年閏8月、角の芝居『紅紫大坂潤』より
- 「嵐橘三郎ををしみて 俳諧長哥」 大判錦絵 池田文庫所蔵　※文政4年（1822年）9月
- 「熊谷次郎・中村歌右衛門 さがみ・中村松江」 小判錦絵2枚続 池田文庫所蔵 ※天保2年（1831年）7月、大坂中の芝居『一谷嫩軍記』より
- 「佐々木もり綱・あらし璃寛」 小判錦絵 池田文庫所蔵 ※天保2年7月、角の芝居『近江源氏先陣館』より
- 「浅間左衛門・中村歌右衛門」 小判錦絵 池田文庫所蔵　※天保2年9月、中の芝居『復讐高音鼓』より
- 「ゑびや 柳花太夫 すみよしの杜」 細判合羽摺 ※文化末年